# طويس موكوت
الطويس الموكوت (الاسم العلمي: Aglais unipuncta) هو نوع من الحشرات يتبع جنس الطويس من فصيلة الحورائيات.